# Nuhi Berisha
Nuhi Berisha (ur. 3 października 1961 w Kosovkiej Kamenicy, zm. 12 stycznia 1984 w Prisztinie) – kosowski działacz polityczny.

## Życiorys
Ukończył szkołę podstawową w rodzinnej miejscowości oraz szkołę średnią w Gnjilanem, studiował następnie w Prisztinie. W 1981 roku uczestniczył w protestach, a rok później założył Ruch Ludowy Kosowa.
W nocy z 11 na 12 stycznia 1984 roku wraz z Rexhepem Malą poległ podczas starć z jugosłowiańską policją w prisztińskiej dzielnicy Kodra e Trimave.

## Upamiętnienie
Na cześć Rexhepa Malaja i Nuhiego Berishy wzniesiono w Gnjilanem wspólny pomnik.